# Jekaterina Kljujewa
Jekaterina Kljujewa (engl. Transkription Ekaterina Klyueva; * 2. Juni 1996) ist eine ehemalige kasachische Tennisspielerin.

## Karriere
Kljujewa begann im Alter von acht Jahren mit dem Tennissport. Auf Turnieren des ITF Women’s Circuit gewann sie einen Titel im Einzel und drei im Doppel.
Seit Juli 2017 hat Kljujewa kein Profiturnier mehr bestritten und wird nicht mehr in den Weltranglisten geführt.

## Turniersiege

### Einzel
| Nr. | Datum          | Turnier   | Kategorie   | Belag | Finalgegnerin       | Ergebnis  |
| --- | -------------- | --------- | ----------- | ----- | ------------------- | --------- |
| 1.  | 13. April 2014 | Schymkent | ITF $10.000 | Sand  | Anastasija Rudakowa | 7:61, 6:4 |

### Doppel
| Nr. | Datum           | Turnier   | Kategorie   | Belag     | Partnerin         | Finalgegnerinnen                      | Ergebnis  |
| --- | --------------- | --------- | ----------- | --------- | ----------------- | ------------------------------------- | --------- |
| 1.  | 13. April 2014  | Schymkent | ITF $10.000 | Sand      | Sofia Smagina     | Anastasija Rudakowa Ljubow Wassiljewa | 7:63, 6:0 |
| 2.  | 27. Juni 2014   | Astana    | ITF $10.000 | Hartplatz | Albina Xabibulina | Anna Grigoryan Julia Waletowa         | 6:3, 6:1  |
| 3.  | 9. Oktober 2014 | Schymkent | ITF $10.000 | Sand      | Albina Xabibulina | Darija Lodikowa Palina Pechawa        | 6:4, 6:4  |